# Lichen de prun
Lichenul de prun sau mușchiul de stejar (lat. Evernia prunastri) este o specie de lichen. Această specie poate fi găsită în multe păduri temperate din întreaga emisferă nordică, inclusiv în vestul (Franța), sudul (Portugalia, Spania) și o mare parte din Europa Centrală, precum și în America de Nord. 
Lichenul crește în primul rând pe trunchiurile și ramurile stejarilor, dar poate fi găsit și pe scoarța altor foioase și conifere, cum ar fi bradul ori pinul. Talul speciei este scurt (3-4 cm în lungime) și stufos, crescând compact pe coaja arborilor și formând smocuri mari. Forma lichenului este ramificată, amintind de coarnele unui cerb. Culoarea variază de la verde spre alb-verzui, atunci când este uscat și închis-măsliniu spre la galben-verzui atunci când este umezit.

## Legături externe
- en Survey and health assessment of chemical substances in massage oils
- en IFRA standards library: oakmoss Arhivat în 20 decembrie 2018, la Wayback Machine.